# Erdős–Graham-sejtés
A matematika, azon belül a kombinatorikus számelmélet területén az Erdős–Graham-probléma annak a sejtésnek a bizonyítása, mely szerint ha az egynél nagyobb egészekből álló {2, 3, 4, ...} halmazt véges sok részhalmazra osztjuk fel, akkor valamely részhalmaz felhasználható az 1 egyiptomi tört alakban való felírására. Más megfogalmazásban, minden r > 0 egészhez és az 1-nél nagyobb egész számok minden r-színnel színezéséhez tartozik olyan egyszínű S részhalmaz, melyre igaz, hogy 
{\displaystyle \sum _{n\in S}{\frac {1}{n}}=1.}
Erdős Pál és Ronald Graham pontosabban azt állították, hogy elegendően nagy r-re az S legnagyobb tagja kisebb lehet, mint br valamely r-től független b konstansra. Ismert volt, hogy az állítás igaz voltához b-nek legalább e nagyságúnak kell lennie.
Ernie Croot Ph.D-dolgozatának keretében bizonyította a sejtést, és később közzé is tette az Annals of Mathematics szakfolyóiratban. A Croot bizonyításában szereplő, b-re megadott érték nagyon nagy: legfeljebb e167000. Croot eredménye egy általánosabb tétel folyománya, ami az egység egyiptomi tört-reprezentációinak [X, X1+δ] alakú intervallumokban lévő sima számok C halmazaiban való megtalálhatóságáról szól, ahol C elegendően nagy ahhoz, hogy reciprokaik összege legalább 6 legyen. Az Erdős–Graham-sejtés igazsága ebből az eredményből következik, megmutatva, hogy található olyan, a fenti formában felírt intervallum, ahol a sima számok reciprokösszege legalább 6r; tehát, ha az egészek r-színezhetők, léteznie kell olyan egyszínű C részhalmaznak, ami kielégíti Croot tételének feltételeit.